# Furcletta (Alvaneu)
Die Furcletta ⓘ (früher schweizerdeutsch auch: Chrüz) ist ein Alpenpass im Schweizer Kanton Graubünden. Mit einer Scheitelhöhe von 2573 m ü. M. verbindet sie Arosa im Schanfigg mit Alvaneu und Schmitten GR im Albulatal sowie via Culmet mit der Lenzerheide.

## Beschreibung
Die Furcletta liegt südlich des Aroser Rothorns zwischen der Tgapeala Cotschna und der Pizza Naira. Zusammen mit letzterer markiert sie das südwestliche Ende der Strelakette und des Welschtobels. Über den vollständig auf Alvaneuer Gemeindegebiet gelegenen Pass führt im Sommer ein häufig benutzter, markierter Wanderweg. Dieser dient auch als ein Zugang zu den genannten Gipfeln, dem Guggernellgrat sowie zur Ramozhütte des Schweizer Alpen-Clubs. Von dort aus führen weitere Pfade als Alpine Routen über den Erzhornsattel zum Schafälpli und via Murterus-Leidfluefurgga nach Altein Tiefenberg (unmarkiert).

## Geschichte und Namensherkunft
Die Furcletta, deren Namen sich etwa mit «kleiner Bergübergang, Pass» übersetzen lässt, dient seit vielen Jahrhunderten den rätoromanischen Alvaneuer Landwirten als Übergang zu ihren Alpweiden auf der im oberen Welschtobel gelegenen Alp Ramoz. Noch heute werden Nutztiere auf diesem Weg zur Sömmerung ins oberste Schanfigg getrieben. Für die seit Anfang des 14. Jahrhunderts in Arosa siedelnden Walser hatte der Saumpfad hingegen aus kirchlichen, politischen und wirtschaftlichen Gründen eine geringere Bedeutung, als etwa die Carmenna, die Maienfelder Furgga oder Hörnligrat und Urdenfürggli. Dies galt noch verstärkt seit dem Verkauf des (unteren) Welschtobels an Alvaneu im Jahr 1481. Der von den Arosern benutzte Name «Chrüz», der zeitweise auch für den Übergang zwischen Pizza Naira und dem Gipfel Punkt 2806 in Gebrauch war, geht auf ein von den katholischen Alvaneuern am Pass erstelltes Wegkreuz zurück.

## Touristische Nutzung
1889 liess der Aroser Kurverein einen gut ausgebauten Wanderweg von der Isel über die usseren und inneren Sandböden des Welschtobels via Schiliez bis auf die Furcletta erstellen. Damit war eine für jedermann begehbare komfortable Wanderverbindung ins Albulatal hergestellt. Die Errichtung der Ramozhütte im Jahr 1921 liess die touristischen Begehungsfrequenzen an der Furcletta weiter ansteigen. Von diesem Schutzhaus aus erreicht man den Übergang in etwa einer Stunde, wobei der Pfad im Anstieg links über einen flachen Rücken gegen den Talhang führt, den er südöstlich des kleinen Ramozsees (2482 m) in kurzer, mässiger Steigung überwindet (Schwierigkeitsgrad T2). Von der Passhöhe aus hat man einen guten Einblick in die markanten Nordflanken der Bergüner Stöcke.

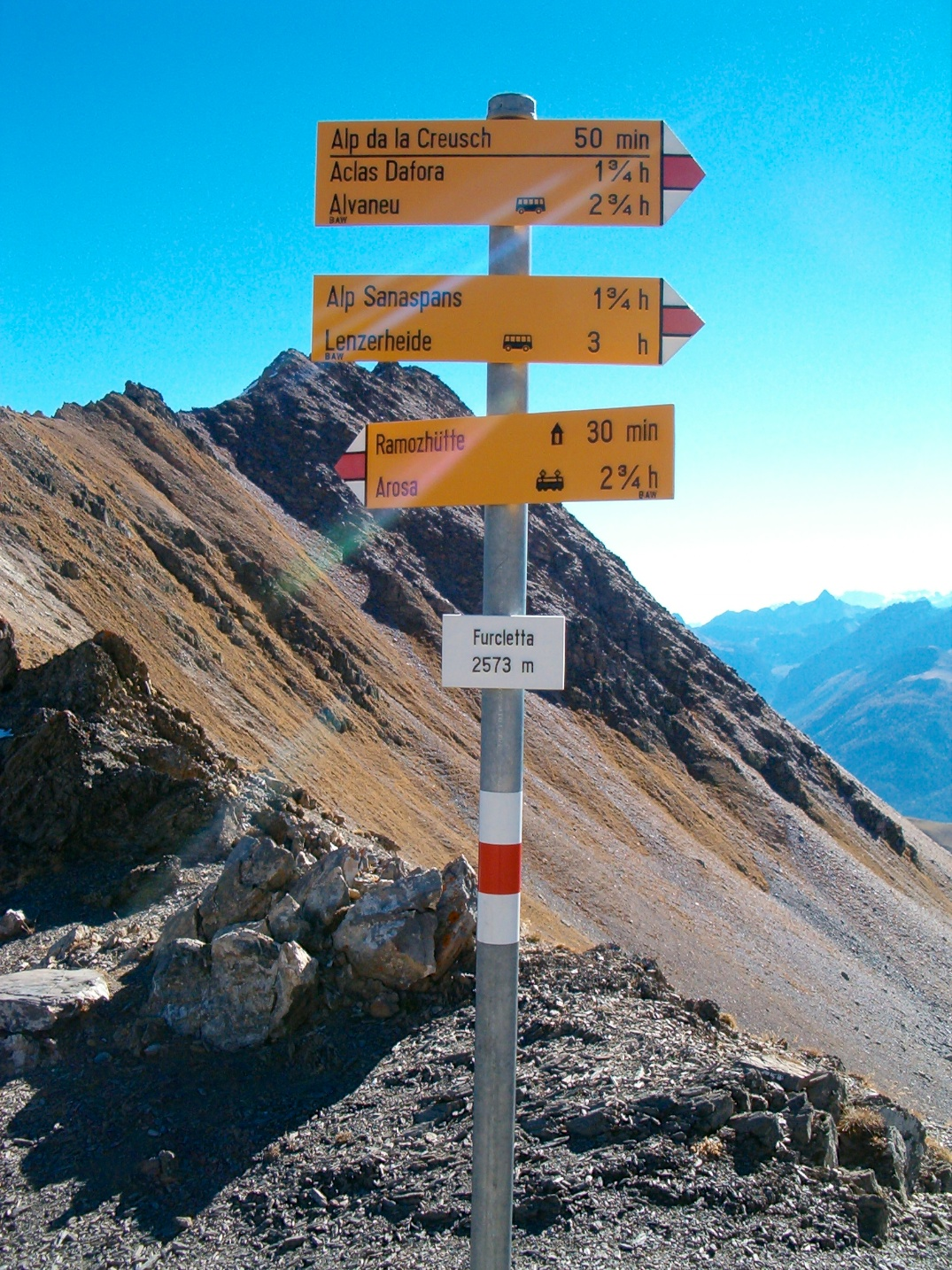
Wegweiser am Passübergang, im Hintergrund der Grat der Tgapeala Cotschna

Von der Furcletta führt der Weg weiter über die Rasenhänge des obersten Talkessels zunächst in die wenig ausgeprägte Hochmulde Tealf, wo die Variante Richtung Culmet–Alp Sanaspans–Lenzerheide abzweigt. Der Pfad setzt sich linksseitig dem Bleis Paleusas entlang zur Alp da la Creusch fort und führt weiter dem Alpweg nach via Aclas Seura zu den Aclas d'Alvagni, den Alvaneuer Maiensässen. Eine direkte Abstiegsvariante führt von Tealf durch die Val digl Guert zu den Aclas Dafora (T3). Von dort stellt ein Fahrsträsschen die Verbindung nach Alvaneu Dorf her. Für eine Wanderung von Arosa nach Alvaneu sind etwa sechs Stunden Marschzeit zu veranschlagen, in der Gegenrichtung etwa eine Viertelstunde mehr.
Neben Wanderern nutzen heute vor allem auch Mountainbiker den Übergang, der Einfachheit halber meist von der Alvaneuer Seite her. Auch winters wird er begangen, wobei vor allem auf der Südseite recht oft Lawinengefahr herrscht. Pläne zur Realisierung eines Arosa und Alvaneu verbindenden Strassentunnels unter der Furcletta hindurch wurden nicht verwirklicht.